# Baasdorf
Baasdorf ist ein Ortsteil der Stadt Köthen (Anhalt) in Sachsen-Anhalt, Deutschland. Ortsbürgermeister ist Heiko Welz (2008).

## Geographische Lage
Etwa 1,5 Kilometer nördlich von Baasdorf liegt der Flugplatz Köthens. Unmittelbar nördlich des Flughafens beginnt die eigentliche Stadt Köthen (Anhalt). Arensdorf liegt etwa 1,5 Kilometer östlich der Ortschaft, Görzig etwa fünf Kilometer südlich, Maasdorf drei Kilometer südwestlich und etwas stärker in westlicher Richtung Edderitz.

## Geschichte

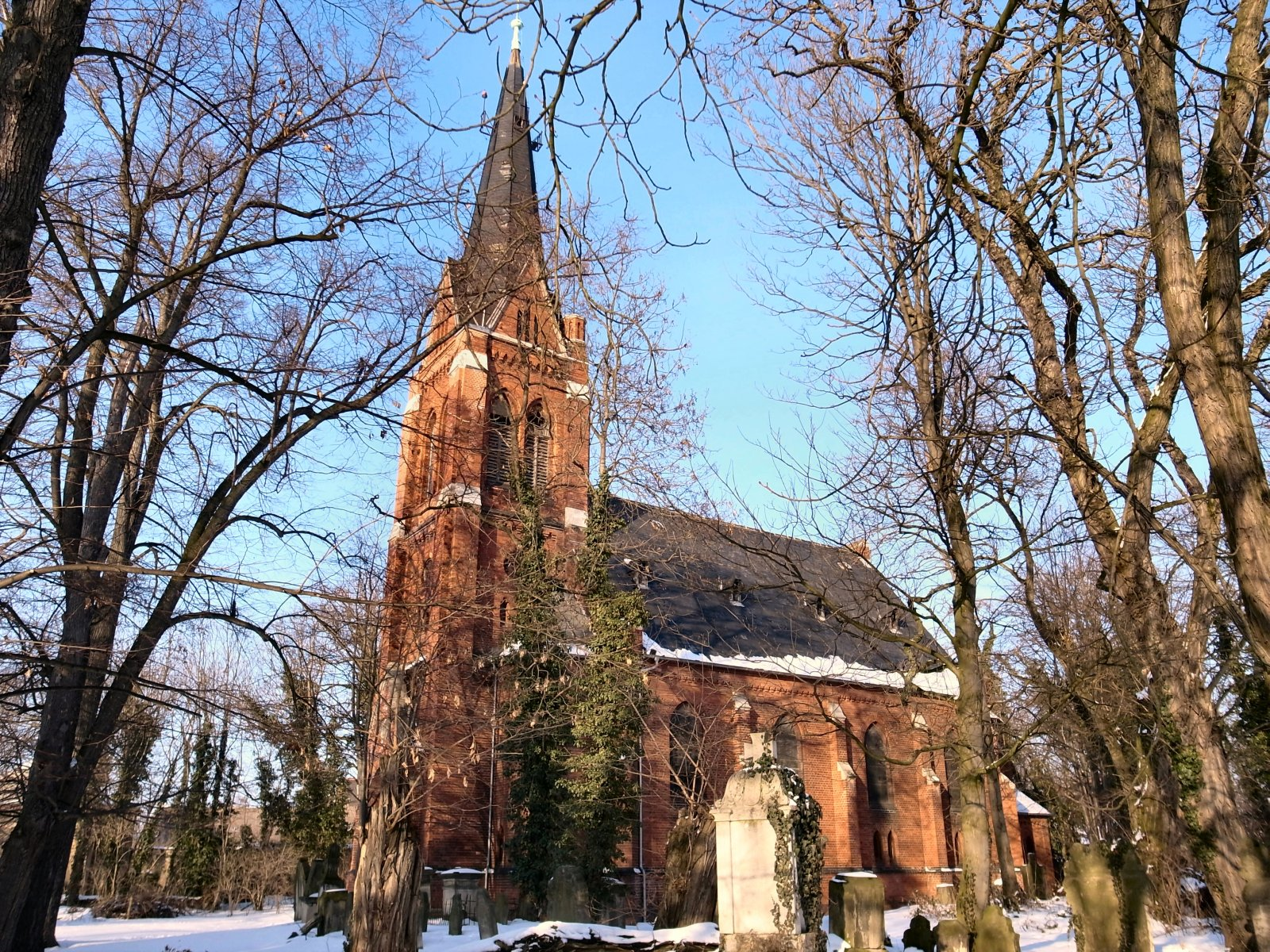
Die Kirche in Baasdorf (2010)

Urkundliche Erwähnungen von Baghestorp bzw. Bastorp gab es 1362 und 1370. Besitzer waren 1362 die Ritter Jakob und Johannes von Bastorp sowie die Brüder von Johannes Johann und Konrad. 1370 wurden noch die von Garren sowie die von Gruben (auch von Gruban) als Besitzer von Gütern in Baasdorf genannt.
1995 bildete Baasdorf mit Arensdorf und Köthen eine Verwaltungsgemeinschaft. Am 1. Januar 2004 wurde der Ort dann nach Köthen eingemeindet.

### Einwohnerentwicklung
Nachfolgend die Einwohnerentwicklung von Baasdorf.

## Verkehr
Von Nord nach Süd verläuft die Kreisstraße 2074 durch Baasdorf.
Der nächste Bahnhaltepunkt befindet sich in Arensdorf bzw. in Köthen.

## Wirtschaft
Die WIMEX-Gruppe, eine international tätige Unternehmensgruppe der Fleisch- und Agrarindustrie, hat ihren Sitz in Baasdorf.

## Söhne und Töchter des Ortes
- Peter Germer (* 1949), ehemaliger deutscher Ringer